# An Alan Smithee Film: Burn Hollywood Burn
An Alan Smithee Film: Burn Hollywood Burn (en español: Hollywood al rojo vivo o ¡Arde Hollywood!) es una película de comedia estadounidense estrenada en 1998, dirigida por Arthur Hiller (como Alan Smithee) y protagonizada por celebridades de la industria del entretenimiento como Ryan O'Neal, Coolio, Chuck D, Eric Idle, Sylvester Stallone, Whoopi Goldberg y Jackie Chan. 
La cinta fue un fracaso comercial y crítico, ganado cinco premios en la edición de 1998 de los Golden Raspberry Awards. Con un estimado de 10 millones de dólares invertidos en su realización, la película solamente logró obtener de taquilla 52.000 dólares, al ser exhibida únicamente en 19 cines.

## Sinopsis
A un director con el nombre de Alan Smithee se le ha permitido dirigir Trio, una película de acción de gran presupuesto protagonizada por Sylvester Stallone, Whoopi Goldberg y Jackie Chan. El estudio no apoya debidamente la película, y cuando Smithee ve los resultados (que él describe como "peores que los obtenidos por Showgirls"), quiere renunciar a la misma. Sin embargo, dado que su nombre también es el seudónimo utilizado en Hollywood cuando alguien no quiere que su nombre se asocie a una mala película, él roba la cinta y huye, amenazando con quemarla.

## Reparto
- Eric Idle como Alan Smithee.
- Ryan O'Neal como James Edmunds.
- Coolio como Dion Brothers.
- Chuck D como Leon Brothers.
- Richard Jeni como Jerry Glover.
- Leslie Stefanson como Michelle Rafferty.
- Sandra Bernhard como Ann Glover.
- Cherie Lunghi como Myrna Smithee.
- Harvey Weinstein como Sam Rizzo.
- Gavin Polone como Gary Samuels.
- MC Lyte como Sista Tu Lumumba.
- Marcello Thedford como Stagger Lee.
- Nicole Nagel como Aloe Vera.
- Stephen Tobolowsky como Bill Bardo.
- Erik King como Wayne Jackson.
- Dina Spybey como Alessandra.

### Cameos
- Sylvester Stallone
- Whoopi Goldberg
- Jackie Chan
- Robert Evans
- Robert Shapiro
- Shane Black
- Mario Machado
- Lisa Canning
- Joe Eszterhas
- Larry King
- Peter Bart
- Dominick Dunne
- Billy Bob Thornton
- Billy Barty
- Norman Jewison